# FoZZtone
FoZZtone（フォズトーン）は日本のロックバンド。通称はフォズ。

## 概要・来歴
2001年11月、竹尾が中心となり前身となるバンドを結成。友人の紹介で渡會が加入。
2002年4月に越川、2003年9月に菅野がそれぞれ加入。4人編成となる。
2002年にバンド名を現在の名前に改名、その後渋谷や下北沢を中心に精力的なライブ活動を展開する。インディーズでリリースしたミニアルバムが好セールスを記録。
2007年5月にEMIミュージック・ジャパンよりメジャー・デビュー。
2010年9月8日のライブをもって越川が脱退。以降はサポートドラマーに武並“J.J.”俊明を迎え、制作・ライブ活動を行っている。
2011年、インディーズレーベルに移籍。同年、業界初のオーダーメイドアルバム(通称O.M.A)を発表する。
2013年、結成10周年を迎える。
2014年5月、所属事務所をロウティックに移籍。
2015年3月1日、次回作の制作に向け、一時活動休止。
2016年5月末、公式サイトが閉鎖。
2019年12月8日、渡會将士JAPAN?TOUR 東京公演にて、一夜限り？の復活(Dr.吉澤響)

## メンバー
- 渡會将士（わたらい まさし、1981年4月6日（44歳） - ）
  - ボーカル、ギター担当。O型。埼玉県出身。愛称は『ワッチ』。
  - 全日本晴れ男ランキング8位(2025年8月時点)。
  - FoZZtoneの全ての楽曲の作詞を手掛けており、作曲も行う。
  - 絵が上手く、CDのジャケットイラストを手掛けたり、公式HPにて公開されたりしている。後述のソロのFC会員ページでは漫画も連載中。
  - メンバーで唯一、ソロ作品を発表している。
    - 2012年12月　『夕立ベッドイン』
    - 2013年10月　『I'm in mars』(アルバム)
    - 2014年11月　『財布がない！E.P』
    - 2015年  2月　『The songs that can't Return to Earth because lost wallet』
    - 2015年11月　『KIMW.ep』（セカイイチ 岩崎慧との合作）
    - 2015年12月　『暮れの手紙』
    - 2016年  1月　『謹んであらたま』（暮れの手紙と内容は同一）
    - 2016年  6月　『狐の嫁入Remix & New』
    - 2016年  9月　『マスターオブライフ』（アルバム・タワーレコード渋谷店・同オンラインにて流通）
    - 2017年10月　『After Fork in the Road』（ミニアルバム・全国流通）
    - 2018年10月　『PEOPLE』（アルバム・全国流通）
    - 2019年  5月　『ウォーク アンド フーズ』（ミニアルバム・全国流通）
    - 2020年  5月  3日　『財布がない!』(シングル)
    - 2021年  7月28日　『Thank you』(デジタルシングル)
    - 2021年  9月29日　『フューチャーしてる』(デジタルシングル)
    - 2021年11月24日　『New School』(アルバム)
    - 2022年  4月15日　『Blue Lion』(デジタルシングル)
    - 2023年  3月  8日　『万葉の花』(デジタルシングル)
    - 2023年  4月12日　『Coming Home』(デジタルシングル)
    - 2023年  7月14日　『Rehabilitation 』(ミニアルバム)
    - 2023年10月25日　『Wake me up』(デジタルシングル)
    - 2024年  4月24日　『写真はイメージです』(シングル)
    - 2024年  7月17日　『Daybreaker』(デジタルシングル)
    - 2024年  9月  4日　『MorroW SoundS』(アルバム)
    - 2025年  4月  6日　『恋の量子論』(EP)
- 竹尾典明（たけお のりあき、1982年2月1日（43歳） - ）
  - ギター、コーラス担当。O型。大阪府出身。愛称は『竹王(たけおう)』。
  - FoZZtoneの一部楽曲の作曲を手がける。
  - 活動休止後、2015年秋より「takekings」ギターボーカルとして活動。
  - SNS運用が活発ではないが、2020年4月にTwitter(現X)で発足した"テレワーク『ハレルヤ』"では、最終ゲストとして満を持して甚兵衛姿で登場した。
- 菅野信昭（かんの のぶあき、1982年1月9日（43歳） - ）
  - ベース、コーラス担当。B型。福島県出身。愛称は『キャノン』。
  - FoZZtoneの一部楽曲の作詞・作曲を手がける。
  - 活動休止後は様々なアーティストのサポートに参加。

　　　セカイイチ・the pillows・あいみょん・小田和奏・1031jp(the Hangovers)・カミナリグモ・かけらフィルム

　　　渡會将士・佐々木李子・ポルカドットスティングレイ・MANAMI・かさね・ニーナシェルカ・山口孝司・上野優華

## 過去に在籍したメンバー
- 越山さん（こしやまさん、不明 - ）
  - パグパイプ、ギロ担当。血液型不明。出身不明。
  - 本ページの誤表記により、渡會のブログSTWIM2(Sometimes The World Is Mine2)に登場したメンバー。実際には存在せず、その誤表記も修正されている。
- 越川慎介（こしかわ しんすけ、1979年1月13日 - ）
  - ドラムス担当。B型。千葉県出身。愛称は『こっしー』。
  - 2010年9月8日のライブをもって脱退。

## 作品

### シングル
|     | 発売日        | タイトル                     | 規格   | 規格品番   | 収録曲                                                                          | 備考                                            |
| --- | ------------- | ---------------------------- | ------ | ---------- | ------------------------------------------------------------------------------- | ----------------------------------------------- |
| 1st | 2007年9月5日  | 平らな世界                   | 12cmCD | TOCT-40121 | 1. 平らな世界 2. 蜃気楼 3. OVER THE RAINBOW                                     | オリコン最高187位                               |
| 2nd | 2007年12月5日 | 黒点                         | 12cmCD | TOCT-40176 | 1. 黒点 2. Shuni-Hum-Yoro-Kobiwo 3. 青い影                                      |                                                 |
|     | 2009年4月11日 | 公式海賊盤「ワンダーラスト」 | 12cmCD | TMZZ-022   | 1. ワンダーラスト                                                               | タワーレコード限定                              |
| 3rd | 2009年5月13日 | 音楽                         | 12cmCD | TOCT-40244 | 1. 音楽 2. ブランケット                                                         | オリコン最高62位                                |
| 4th | 2013年5月15日 | GO WAY GO WAY                | 12cmCD | MJSS-9103  | 1. GO WAY GO WAY 2. NO WAY NO WAY 3. GO WAY GO WAY (カラオケ) 4. Strike the sun | 『音楽』以来4年ぶりのシングル。オリコン最高72位 |

#### ミニアルバム
|     | 発売日         | タイトル        | 規格   | 規格品番   | 収録曲 | 備考                   |
| --- | -------------- | --------------- | ------ | ---------- | --- | ---------------------- |
| 1st | 2004年11月3日  | boat4           | 12cmCD | TM-0003    | 1. MorroW 2. smuggler 3. finch 4. エレベーター                                                                                         |                        |
| 2nd | 2005年10月19日 | sundaydriver    | 12cmCD | TM-0004    | 1. 情景輻射 2. 蜃気楼 3. the imprinting 4. マーブルクランチ                                                                            | タワーレコード限定販売 |
| 3rd | 2006年7月12日  | VERTIGO         | 12cmCD | TM-0005    | 1. フラッシュワープ 2. polka dots 3. MOB RULE 4. 水際 5. puddle                                                                        |                        |
| 4th | 2007年5月9日   | 景色の都市      | 12cmCD | TOCT-22281 | 1. Elevator 2. 春と鉛 3. ひかり 4. チワワ 5. in the sky 6. ベイビーゴーホーム                                                          | オリコン最高218位      |
| 5th | 2008年7月23日  | ワインドアップ  | 12cmCD | TOCT-22293 | 1. 茶の花 2. ラナウェイ 3. feelin' like a rolling stone 4. U.C. 5. The World Is Mine 6. 暮らそうよ                                     | オリコン最高207位      |
| 6th | 2012年4月11日  | LOVE            | 12cmCD | XQKN-1003  | 1. LOVE 2. TOUGH!!! 3. GAME 4. Tomorrow Never Knows 5. blow by blow                                                                    | オリコン最高57位       |
| 7th | 2014年9月3日   | Stomp the Earth | 12cmCD | PECF-3099  | 1. アウトサイダー 2. Stomp the Earth 3. Stairway to you 4. Morning Glory 5. ひとりぼっちのミュージカルスター 6. Return to Earth DEMO 2 | オリコン最高78位       |

#### オーダーメイドアルバム(企画盤)
第1弾『from the NEW WORLD』：2010年12月1日～31日で1,000枚限定販売。
第2弾『From the INNER KINGDOM』：2012年5月7日～14日で受注販売。
第3弾『O.M.A BEST』：2013年1月28日～2月11日で受注販売。
事前に発表された候補曲から自分の好きな曲と曲順を選んだ、世界で1枚だけのCDを入手できるという業界初の方法でリリースされたオーダーメイドアルバム(通称O.M.A)。各販売期間中にオフィシャルサイトのオーダーフォームから、候補曲のうちから指定数の曲と曲順を指定して申し込むと、選曲ディレクターとして申込者の名前がクレジットされたアルバムが手元に届けられる。第1弾のみ枚数限定販売、以降は受注販売(現在終了)。

### DVD
| 発売日        | タイトル                                                                      | 規格品番  | 備考 |
| ------------- | ----------------------------------------------------------------------------- | --------- | --- |
| 2012年2月3日  | “組曲 白鯨” Premium Live at 東京キネマ倶楽部                                  | TMB-0001  | 2011年11月5日に東京キネマ倶楽部で行われたライブの模様を収録。公式サイトにて数量限定販売 同年9月15日よりツアー会場で発売/2015年6月5日より公式サイトにて再発売 |
| 2013年1月10日 | Pageant : Keller Water                                                        | TMB-0002  | 2012年10月27日に東京キネマ倶楽部で行われたライブの模様を収録。 公式サイトにて数量限定販売/2015年6月5日より公式サイトにて再発売                               |
| 2013年11月1日 | 10年目のワンマンライブ at 赤坂BLITZ ～2013.09.07 "Reach to Mars" TOUR FINAL～ | PEBF-3066 | 2013年9月7日に赤坂BLITZで行われたライブの模様を収録。 公式サイト・ライブ会場にて限定販売                                                                     |
| 2014年9月3日  | Stairway to you                                                               | BEBR-0001 | バンド史上初のDVDシングル。公式サイトにて1000枚限定販売 |
| 2015年6月3日  | Return to Earth TOUR 2015 FINAL at AKASAKA BLITZ                              |           | 2015年2月28日に赤坂BLITZで行われたライブの模様を収録。 公式サイト・ライブ会場にて限定発売。LIVE PHOTO BOOK付き。                                             |

### 楽曲提供(渡會将士)
| 発売日        | タイトル                                                 | 収録曲 | 備考                                                  |
| ------------- | -------------------------------------------------------- | --- | ----------------------------------------------------- |
| 2015年8月19日 | ベイビーレイズJAPAN『Pretty Little Baby』                | Pretty Little Baby | 作詞・作曲（Bill Nauman、Don Stirlingとの共作）・編曲 |
| 2017年5月10日 | brainchild's『PILOT』                                    | SexTant 恋の踏み絵 Flight to the north Mellow Downtown | 作詞                                                  |
| 2018年4月11日 | brainchild's『STAY ALIVE』                               | Better Day to Get Away Twisted Shout Rain Stain Higher TWILIGHT On My Own Esper Girl                                                                                               | 作詞                                                  |
| 2022年3月23日 | brainchild's『Brand new world』                          | Brand new world 太陽の香り | 作詞                                                  |
| 2022年8月24日 | brainchild's『coordinate SIX』                           | Brand new world(Album Version) Heaven come down Brainy Black hole eyed lady(Album Version) クチナシの花 Big statue ver.2 FIX ALL Set you a/n Kite & Swallow                        | 作詞                                                  |
| 2023年11月8日 | brainchild's『WHITE LION, BLACK SHEEP & YELLOW DOLPHIN』 | Brand new world Set you a/n 恋の踏み絵 Brainy Phase 2 Better Day to Get Away Kite & Swallow TWILIGHT Blow Flight to the north Big statue ver.2 Rock band on the beach クチナシの花 | 作詞                                                  |

## ミュージックビデオ
| 監督                            | 曲名                                                                                          |
| 井上哲央                        | 「Elevator」「LOVE」「Reach to Mars」「音楽」「黒点」「平らな世界」                           |
| 北平誠治                        | 「GO WAY GO WAY」「NO WAY NO WAY」「NAME」「the world is mine」「春と鉛」「茶の花」           |
| 北平誠治 / くぼめぐ             | 「口笛男」                                                                                    |
| くぼめぐ                        | 「the imprinting」                                                                            |
| サイゴウミチノリ + ウエダマキコ | 「フラッシュワープ」「蜃気楼」                                                                |
| オオタシンイチロウ              | 「ハレルヤ(セカイイチとFoZZtone)」「リトルダンサー(セカイイチとFoZZtone)」「Stairway to you」 |
| 渡會将士                        | 「溺れる鯨」                                                                                  |
| 不明                            | 「TOUGH!!!」                                                                                  |

## タイアップ
| 曲名          | タイアップ                                          |
| ------------- | --------------------------------------------------- |
| 平らな世界    | TBS系『COUNT DOWN TV』2007年9月度エンディングテーマ |
| 茶の花        | TBS系『COUNT DOWN TV』2008年7月度エンディングテーマ |
| GO WAY GO WAY | アニメ『遊☆戯☆王ZEXAL II』エンディングテーマ        |

## 主なライブ

### ワンマンライブ・主催イベント
- 2008年 - カントリークラブツアー 2008
- 2009年 - Listen to the music tour 2009
- 2011年 - Lodestone Tour III "to the NEW WORLD"
- 2011年 - Lodestone Tour IV "at the NEW WORLD"
- 2011年 - Mama said "Yes!" Papa said "Go!"
w/カミナリグモ / LUNKHEAD
- 2012年 - FoZZtoneアコースティックワンマンライブ「yoroshuwoss-torinaharay 5/2夜」
- 2012年 - FoZZtone『REC OK! TOUR』
- 2012年 - INNER KINGDOM TOUR
- 2012年 - Pageant : Keller water"完成披露会
- 2013年 - 学割FoZZFEST
- 2013年06月05日,14日 - FoZZtone インストアミニライブ＆サイン会
- 2013年06月26日 - FoZZtone 購入者限定スペシャルアウトストアライブ＆公開インタビュー＆サイン会
- 2013年07月09日〜08月09日（6公演） - REC OK!「Reach to Mars」TOUR
w/DOES/the band apart/MONOBRIGHT/GOING UNDER GROUND
- 2013年09月07日 - 「Reach to Mars」TOUR FINAL
- 2013年10月1日,24日 - バンドマンは愛を叫ぶ
- 2014年03月20日 - 「バンドマンは愛を叫ぶ」レコ発ツアー
- 2014年07月26日〜12月23日（6公演） - FoZZtone「追加公演！」
- 2015年02月01日〜28日（9公演） - Return to Earth TOUR

### 出演イベント
- 2005年10月22日 - MINAMI WHEEL 2005
- 2006年08月19日 - TREASURE052 2006 ～FLASH! 2nd day～
- 2006年10月07日 - MINAMI WHEEL 2006
- 2007年08月20日 - TREASURE05X 2007 ～30th road goes on 2nd day～
- 2007年10月27日 - MINAMI WHEEL 2007
- 2007年12月08日 - スペースシャワー列伝 第70巻 ～音袋(ネブクロ)の宴～
- 2007年12月28日 - COUNTDOWN JAPAN 07/08
- 2008年07月20日 - 大船渡ロックフェスティバル'08
- 2008年08月01日 - ROCK IN JAPAN FESTIVAL 2008
- 2008年08月01日 - TREASURE05X 2008 ～screaming triangle 1st day～
- 2008年10月05日 - STAN「STT～すごく楽しいツアー」
- 2008年11月01日 - MINAMI WHEEL 2008
- 2008年12月28日 - COUNTDOWN JAPAN 08/09
- 2009年03月22日・25日・27日・04月01日・05日 - VINTAGE LEAGUE TOUR 2009 "Seven Stars"
- 2009年05月24日・06月14日 - UNISON SQUARE GARDEN TOUR2009"UNISON SQUARE GARDEN"
- 2009年07月19日 - KESEN ROCK FESTIVAL'09
- 2009年08月02日 - ROCK IN JAPAN FESTIVAL 2009
- 2009年08月05日 - TREASURE05X 2009 ～one step closer～
- 2009年12月29日 - COUNTDOWN JAPAN 09/10
- 2010年02月14日・24日 - SNOWKEL THE LAST TOUR "素潜り"
- 2010年05月02日 - ARABAKI ROCK FEST.10
- 2010年08月15日 - TREASURE05X 2010 ～PRECIOUS GENERATION 2ND DAY～
- 2010年09月04日 - 秋の夜長SPECIAL～VSシリーズ
- 2010年09月08日 - RADIO BERRY ベリテンライブ2010
- 2010年10月01日・03日・11日 - 竹内電気×FoZZtone「electro magnetic TOUR」
- 2010年11月13日 - Dirty Old Men 2010 somewhere Tour
- 2010年11月23日 - 4CATS GARDEN vol.00 -東京編-
- 2010年11月27日 - 4CATS GARDEN vol.00 -大阪編-
- 2010年12月31日 - COUNTDOWN JAPAN 10/11
- 2011年01月13日 - Quip presents「& 01」
- 2011年06月10日 - shimokitazawa GARDEN 2nd Anniversary SPECIAL LIVE
- 2011年07月18日 - CLUB Que 夏ノ陣 2011 VS SERIES
- 2011年08月13日 - TREASURE05X 2011 ～the flashy seed～
- 2011年12月31日 - LIVE DI:GA JUDGEMENT 2011
- 2012年04月01日・02日 - 鴉 蒼き日々レコ発ツアー「蒼き巡行」
- 2012年04月24日・25日 - ROUNDABOUT vol.2
- 2012年05月05日 - COMIN'KOBE12
- 2012年07月07日 - a flood of circle AFOC presents VS tour "(LOVE IS LIKE A) SUMMERTIME BLUES The Circuit"
- 2012年07月21日 - KESEN ROCK FESTIVAL'12
- 2012年08月05日 - ROCK IN JAPAN FESTIVAL 2012
- 2012年08月11日 - TREASURE05X 2012 ～glowing treasure 1st day～
- 2012年11月04日 - shimokita round up5
- 2012年12月17日 - LOVE! LIFE! LIVE! ～X'mas special～
- 2012年12月31日 - LIVE DI:GA JUDGEMENT 2012
- 2013年03月20日 - SANUKI ROCK COLOSSEUM
- 2013年03月24日 - 唄 -UTA- ～FoZZtone×黒猫チェルシー～
- 2013年05月11日 - FUKUSHIMA CITY ABEY ROAD vol.3
- 2013年06月15日 - グッドモーニングアメリカ企画フェス 「あっ、良いライブここにあります。2013」
- 2013年06月21日 - 大ナナイト vol.67
- 2013年07月21日 - 夏びらきMUSIC FESTIVAL'13
- 2013年07月28日 - JOIN ALIVE 2013
- 2013年09月28日・29日 - セカイイチ presents「光風動春」
- 2013年10月02日 - 岩崎慧(セカイイチ)+渡會将士(FoZZtone)
- 2013年10月14日 - MINAMI WHEEL 2013
- 2013年10月27日 - hibiya yaon 90th anniversary MUSIC MONSTERS SPECIAL 2013 ～Today, Tomorrow & Forever～
- 2013年11月08日 - ザ・チャレンジ レコ発イベント「はじめてのレコ発」
- 2013年11月28日 - 片山ブレイカーズ presents「磔磔よいよい七日祭」
- 2013年12月01日 - GMC2013
- 2013年12月06日 - 幻冬'13 ～Colorful Present～
- 2013年12月16日 - Suck a Stew Dry「Find Your SOS Tour」
- 2014年01月15日 - KI・ZU・NA ～ 10th anniversary party ～
- 2014年02月23日 - DISK GARAGE MUSIC MONSTERS -2014 winter-
- 2014年03月11日 - MASTER PEACE 2014
- 2014年03月21日 - SANUKI ROCK COLOSSEUM(「セカイイチとFoZZtone」で出演)
- 2014年03月22日 - BEAxZepp Fukuoka FX 2014(「セカイイチとFoZZtone」で出演)
- 2014年04月13日 - GOING UNDER GROUND TOUR 2014「ひとりぼっちになる日のために」
- 2014年04月28日 - 南堀江knave「Who's Next」
- 2014年04月29日 - 舞音楽祭-MAI ASIA MUSIC FESTIVAL 2014- (「セカイイチとFoZZtone」で出演)
- 2014年07月19日 - 夏びらきMUSIC FESTIVAL'14 所沢(「セカイイチとFoZZtone」で出演)
- 2014年07月31日 - 京都で勝手に神戸VARIT.10周年×ファジコレ2014
- 2014年08月01日 - VARIT.10周年×ファジーロジック企画「ファジコレ2014」
- 2014年10月04日 - MEGA★ROCKS 2014
- 2014年10月12日 - CLUB Que 20th 企画『秋のハル.まつり』(「セカイイチとFoZZtone」で出演)
- 2014年11月02日 - 武蔵大学江古田キャンパス 第62回 白雉祭 「ヒトフェス～やぐらステージ～」
- 2014年12月12日 - CHIBA LOOK 20+5th ANNIVERSARY
- 2015年01月15日 - KI・ZU・NA～11th anniversary party～
- 2015年01月16日 - ザ・チャレンジ 5番勝負 2015 第1戦 vs FoZZtone